# Systropus chinensis
Systropus chinensis är en tvåvingeart som beskrevs av Mario Bezzi 1905. Systropus chinensis ingår i släktet Systropus och familjen svävflugor. Inga underarter finns listade i Catalogue of Life.